# Gust Ongyerth
Gust Ongyerth (n. 3 ianuarie 1897, Sibiu – d. 12 noiembrie 1969, Innsbruck) (nume la naștere Gustav Ongyerth) a fost un actor și regizor sas.
După ce a absolvit rând pe rând, școlile din Sibiu, Brașov și Mediaș, Gust Ongyerth s-a înrolat ca voluntar în trupele de vânători imperiali tirolezi (Tiroler Kaiserjäger) la începutul Primului Război Mondial și apoi, în 1919, ca soldat român a luptat în campania împotriva Republicii Sovietice Ungaria.
După război a studiat științe economice la Cluj și Viena și a lucrat o vreme la o societate de asigurări din Brașov.
În 1924 Heinrich Zillich înființează la Brașov, împreună cu Gust Ongyerth, publicația de artă și literatură Klingsor, a cărei denumire provine de la miticul vrăjitor și trubadur (Minnesänger) Klingsor.
În perioada 1933-44 Gust Ongyerth a fost director de teatru. După unirea Transilvaniei cu România, noile autorități au desființat în 1922 Teatrul German din Sibiu și în 1923 pe cel din Cernăuți. Pentru a nu se pierde tradiția teatrului german din Transilvania, în 1933 Gust Ongyerth a fost cofondator al Asociației Teatrale Germane care a înființat la Sibiu primul teatru german cu actori profesioniști, pentru toate comunitățile vorbitoare de limbă germană. Gust Ongyerth a condus acest teatru până în 1944. 
Teatrul și-a început activitatea în 29 septembrie 1933 cu piesa „Wilhelm Tell” de Friedrich Schiller. În 1935 teatrul și-a construit după modelul de la Berlin, o scenă în aer liber, în parcul Sub Arini din Sibiu."
 Ceea ce presa cotidiană și teatrală desemna cu termenul de „Naturtheater” (teatru în natură, în aer liber) a fost inaugurat cu opera „Der Günstling” (Favoritul) de Rudolf Wagner-Régeny în regia lui Gust Ongyerth, conducerea muzicală aparținându-i lui Karl Egon Glückselig.
În 1940, teatrul a fost preluat de Grupul Etnic German din România care i-a asigurat finanțarea, dar l-a obligat la sprijinirea ideologiei naziste.  Gust Ongyerth a fost numit de „Volksgruppenführer“ Andreas Schmidt în funcția de intendent al Teatrului german al Grupului Etnic German din România.
Din 1940, "Deutsches Landestheater" a fost subvenționat de către Grupul etnic german respectiv și a obținut sprijinul Berlinului. Consecința a fost că nu a mai avut probleme financiare, dar a și fost obligat să se transforme, periodic, în teatru de campanie, fiind constrâns să susțină spectacole în spatele frontului, în zona Odessei, în Bosnia și în Serbia. După zece ani de activitate, trupa s-a autodizolvat după 23 august 1944.
La 13 iunie 1943, cu ocazia unei călătorii la Berlin, Gust Ongyerth a fost primit de ministrul propagandei Joseph Goebbels, căruia i-a transmis salutări din partea șefului Grupului Etnic German din România, Andreas Schmidt. Goebbels a lăudat munca lui Gust ca director de teatru.
Teatrul a prezentat piese ale unor scriitori clasici, dar a sprijinit și scriitori regionali (Franz Karl Franchy, Reimesch, Lienert) și scriitori români (Lucian Blaga, Victor Ion Popa, Ion Sân-Giorgiu).
În 1945, împreună cu scriitorul Franz Karl Franchy (1896–1972), care lucra la Viena ca jurnalist, Gust Ongyerth a fugit la Innsbruck, pentru a scăpa de ocupația sovietică.
La Innsbruck a fost numit în 1949 la conducerea teatrului Exl-Bühne, funcție exercitată până în 1956. În perioada 1957-1963 a lucrat la biroul turistic Innsbruck, unde a inițiat diverse programe culturale. A realizat programul-cadru pentru acțiunile culturale asociate cu Jocurile Olimpice de iarnă din 1964.

## Articole publicate în periodice
- Von Zeit zu Zeit, in: Südostdt. Heimatbll. 6, 1957, Nr. 1, S. 27-33[1]
- Das Deutsche Landestheater in Rumänien, in: Südostdt. Vj.bll. 12, 1963, Nr. 3, S. 121-28. – Hg. Theaternachrr., 1933-35; [1]
- Zehn Jahre Deutsches Landestheater in Rumänien 1933-1943, 1943. [1]

## Scrieri
- Deutsches Landestheater in Rumänien. 1933-1939, 24 pagini, editura Weinbrenner, Stuttgart 1939
- Zehn Jahre Landestheater der Deutschen Volksgruppe in Rumänien, 79 pagini, Editura Wächter, 1942

## Traduceri
- Geranien am Fenster: ein rumänisches Volksstück in drei Akten, von Victor Ion Popa; Gustav Ongyerth, Berlin : Drei-Masken-Verlag, [1943]